# Crore

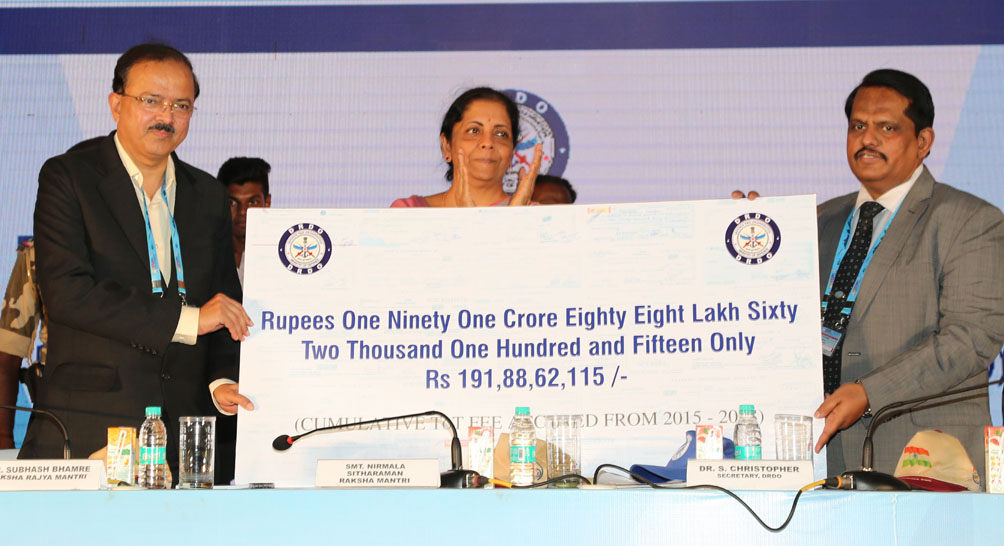
Een cheque voor 191 crore en 88 lakh.

Een crore is 10.000.000, tien miljoen, zoals getallen in het zuiden van Azië worden geschreven. Op deze manier worden de getallen, ook officieel, in India, Bangladesh, Nepal, Sri Lanka, Pakistan en Myanmar gebruikt. Bedragen in roepies worden op deze manier geschreven: bijvoorbeeld ₹ 30,000,000 is 3 crore roepies.
De getallen worden na 1.000 in groepen van 2 decimalen geschreven, in plaats van in 3 decimalen. De interpunctie binnen de getallen is dus anders. Bovendien worden komma's geschreven, zoals in het Engels, in plaats van punten, zoals in het Nederlands. Op deze manier worden na 1,000 geschreven: 1 lakh = 1,00,000 en 1 crore = 1,00,00,000.
De Perzische crore is gelijk aan een half miljoen.